# Parque La Toya (Trebujena)
El Parque La Toya se encuentra situado en el municipio de Trebujena, provincia de Cádiz, en la comunidad autónoma de Andalucía. El parque se sitúa en la parte más al este del centro histórico, rodeado por una hilera de casas. El parque es considerado como el área verde por excelencia de Trebujena.

## Acceso
El parque se encuentra situado a las afueras del pueblo, en el barrio de La Toya, de ahí su nombre. De fácil acceso, al parque se accede por la carretera de Sanlúcar de Barrameda que sirve de acceso a la entrada de Trebujena. Si accedes desde Lebrija, tienes que llegar hasta el final de la calle para poder entrar acceder al parque.

## Actividades de ocio
En el parque La Toya tienen lugar toda serie de actividades durante todo el año, desde actividades de teatro, misas, jornadas de orientación, eventos deportivos, jornadas de retiro, conciertos, etc… Es común también ver a muchos trebujeneros y visitantes de todas las edades andando, corriendo o haciendo jogging. 
El parque cuenta con un área de recreo, con máquinas para ejercitar todo tipo de músculos, a modo de gimnasio. El parque cuenta además con columpios, toboganes, etc..
En mayo de 2017 tuvieron lugar dos jornadas de orientación con los alumnos de los institutos de Trebujena. Estas jornadas consisten en encontrar una serie de pistas escondidas en el parque a contrarreloj. El equipo que más pistas encuentra dentro del tiempo fijado es el ganador.

## Bar con terraza
A la entrada del parque se encuentra un bar con terraza, ideal para degustar el mosto de Trebujena y tapas típicas de Trebujena.

## Flora y fauna
En el parque encontramos una gran variedad de árboles y plantas típicas de la provincia de Cádiz y de Trebujena. A lo largo del parque nos encontramos con carteles informativos con información sobre los diferentes árboles y plantas con un vocabulario simple y a la vez específico (nombre en latín, familia de plantas, etc).
En el parque también podemos encontrar una serie de animales como tortugas, pavos reales, patos, gallinas o pollos. Detrás del bar con terraza podemos encontrar un estanque perfectamente cuidado.